# 이사랑
이사랑(1980년 9월 3일 ~ )은 대한민국의 가수이다.

## 학력
- 서울대학교 대학원 인류학과 석사
- 한국예술종합학교 학사

## 경력
- 2008년 그룹 '가야랑' 멤버

## 음반
- 2008년 가야랑
- 2009년 아기자기
- 2011년 가야랑 두번째 이야기